# 96번가역 (IRT 브로드웨이-7번로선)
96번가(96th Street)역은 뉴욕 지하철 IRT 브로드웨이-7번로선의 역이다. 맨해튼 어퍼웨스트사이드 96번가와 브로드웨이의 교차로에 위치해 있으며, 전시간 1, 2, 3 열차가 운행된다.
96번가역은 1900년에 승인된 도시 최초의 지하철 노선의 일부로 인터버러 래피드 트랜싯 컴퍼니(IRT)에서 건설되었다. 같은 해 8월 22일에 96번가역을 포함한 노선 구간의 건설이 시작되었다. 이 역은 1904년 10월 27일 뉴욕 지하철의 원래 28개 역 중 하나로 개통되었다. 96번가역의 승강장은 1960년 브로드웨이-7번로선을 따라 개선 프로젝트의 일환으로 연장되었다. 2007년과 2010년 사이에 신역사와 엘리베이터가 건설되었다
96번가역은 2개의 섬식 승강장, 2개의 미사용 상대식 승강장, 4개의 선로가 있다. 바깥쪽 선로는 일반 열차가, 안쪽 선로는 급행 열차가 사용한다. 역 북쪽 끝에 건물이 있고, 96번가의 브로드웨이 중앙에는 브로드웨이와 94번가를 연결하는 계단이 있다. 역건물에는 엘리베이터가 설치되어 있어 1990년 미국 장애인법을 준수하고 있다.

## 역 구조
| G        | 거리층                       | 운임 구역 브로드웨이 중앙의 역사 내부의 엘리베이터; 96번가 남쪽과 95번가 북쪽 입구                                            |
| M        | 대합실                       | 승강장간 횡단로 |
| P 승강장 | 상대식 승강장, 운영되지 않음 | 상대식 승강장, 운영되지 않음                                                                                                  |
| P 승강장 | 북행 완행                    | ← 밴코틀랜드 파크-242번가 방면 (103번가) → (정규운행 없음: 157번가) ← 심야 웨이크필드-241번가 방면 (센트럴 파크 노스-110번가) |
| P 승강장 | 섬식 승강장                  | |
| P 승강장 | 북행 급행                    | ← 웨이크필드-241번가 방면 (센트럴 파크 노스-110번가) ← 할렘-148번가 방면 (센트럴 파크 노스-110번가)                           |
| P 승강장 | 남행 급행                    | → 플래부시 애비뉴-브루클린 칼리지 방면 (72번가) → → 뉴로츠 애비뉴 (야간 타임스 스퀘어-42번가역) 방면 (72번가) →               |
| P 승강장 | 섬식 승강장                  | |
| P 승강장 | 남행 완행                    | → 사우스 페리 방면 (86번가) → → 심야 플래부시 애비뉴-브루클린 칼리지 방면 (86번가) → → (폐쇄: 91번가)                         |
| P 승강장 | 상대식 승강장, 운영되지 않음 | |

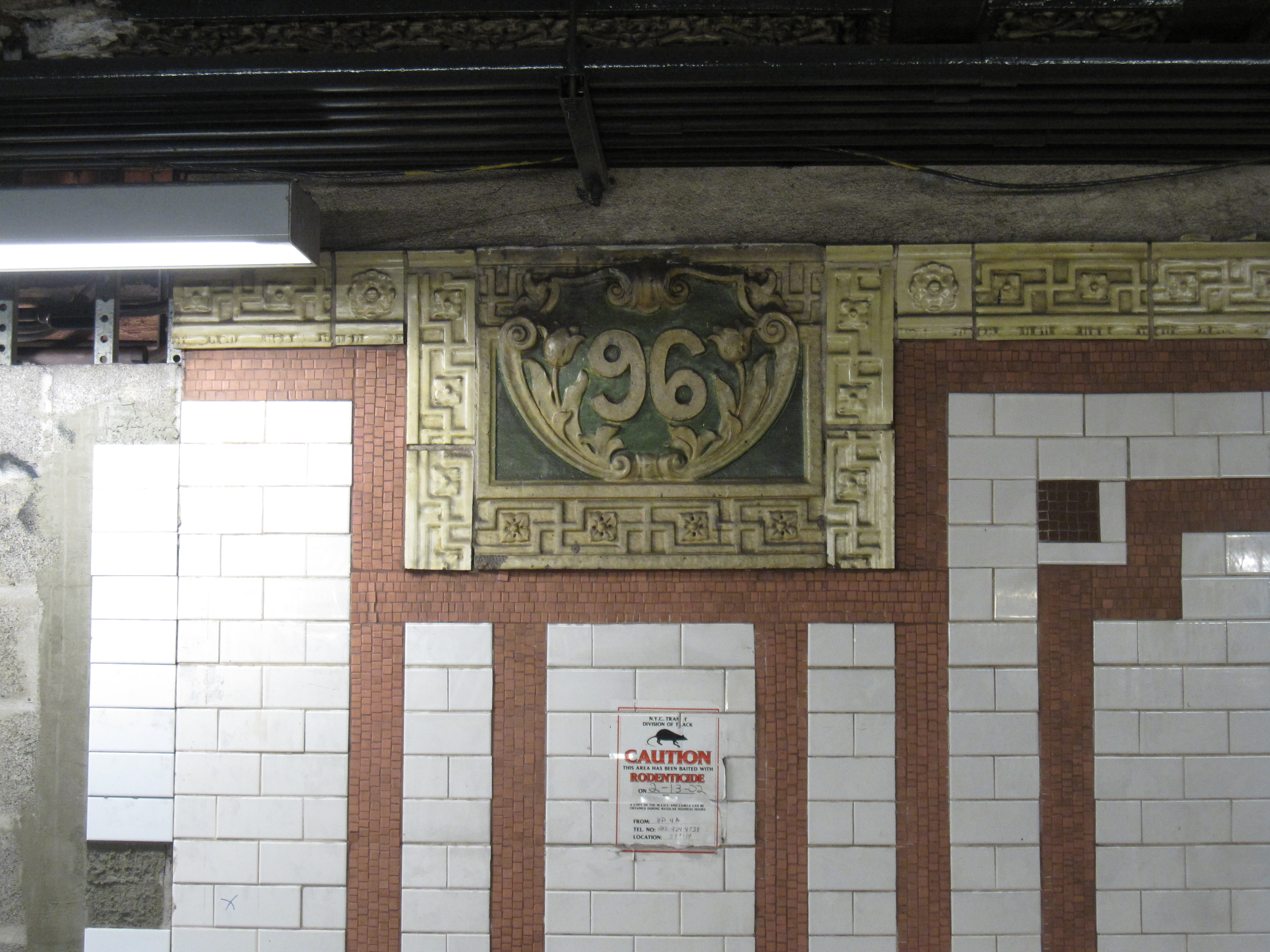
"96" 숫자로 쓰인 초기 카르투슈식 판

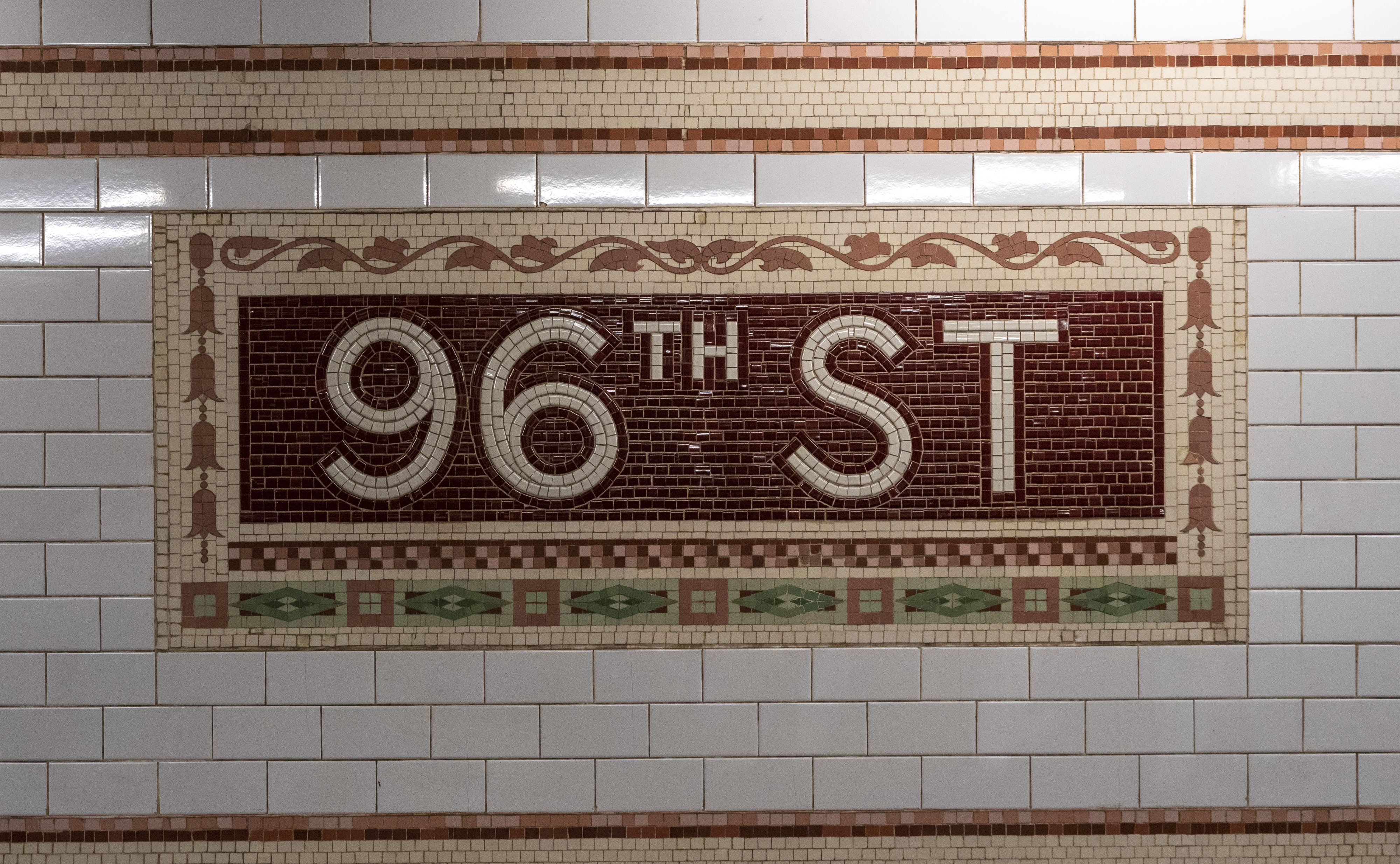
초기 모자이크 역명판

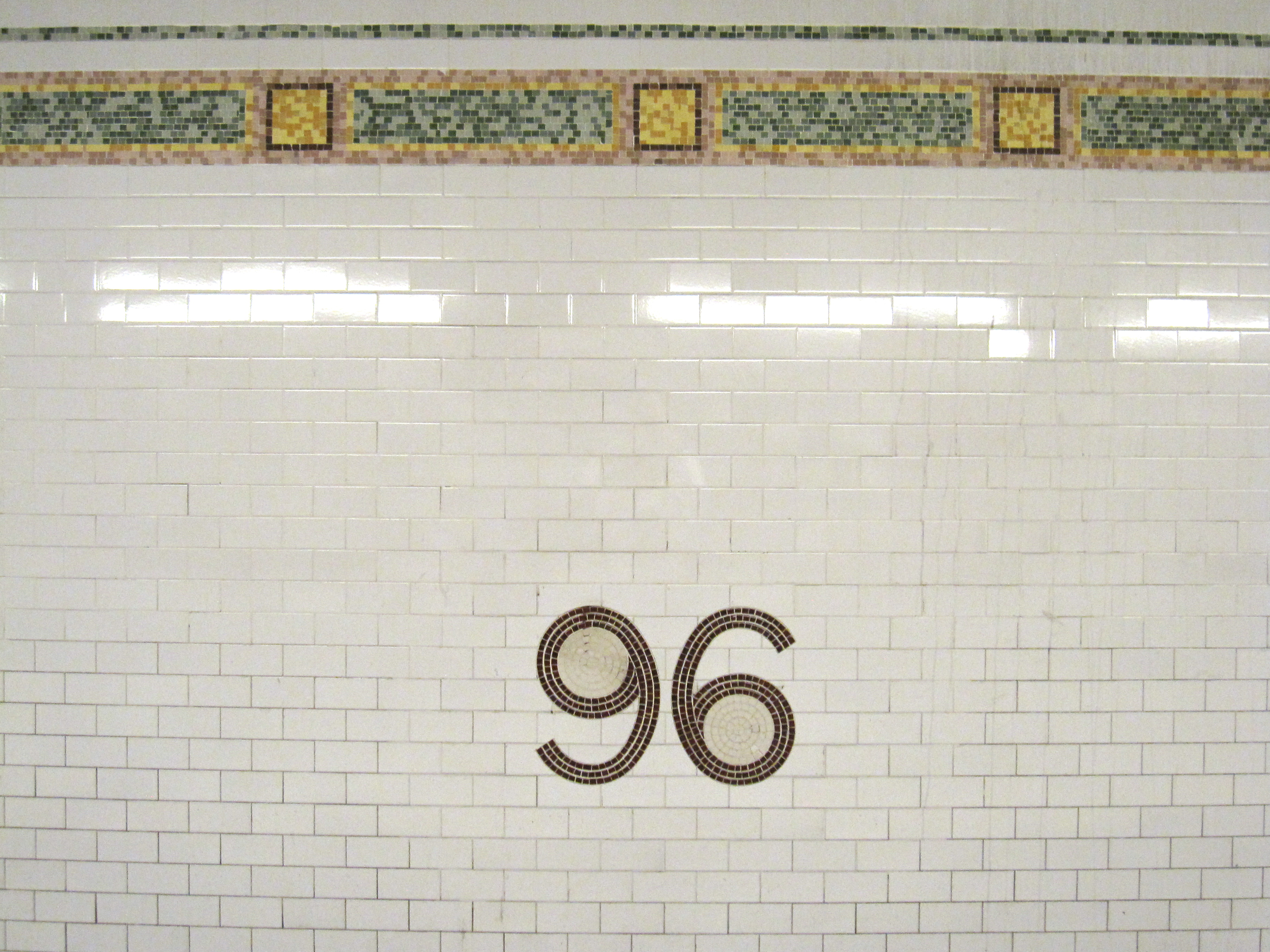
후기 모자이크벽

96번가역은 4개의 선로와 2개의 섬식 승강장으로 이루어져 있으며, 동일한 방향으로 향하는 완행 열차와 급행 열차 간의 평면환승이 가능하다. 급행열차는 가장 안쪽에 있는 두 선로를 운행하고, 완행열차는 바깥쪽에 운행한다. 완행 선로는 전시간에 1 열차가, 심야에 2 열차가 사용한다. 급행 선로는 낮 시간대에 2 열차가, 전시간에 3 열차가 사용한다. 승강장은 원래 다른 급행역과 마찬가지로 길이가 350 피트 (110 m),:4:8 길이가 18 피트 (5.5 m)였으나:106 1958년부터 1959년까지 연장된 승강장의 결과로 길이가 520 피트 (160 m)가 되었다. 정상 운행 시 남행 완행열차는 B1 선로를, 남행 급행열차는 B2 선로를 사용한다. 북행 급행열차는 B3 선로를, 북행 열차는 B4 선로를 사용한다. 이 선로 지정은 역 내에는 게시되지 않지만, 각 선로의 chaining에 사용되며, 지하철에서 열차 승무원이 거리를 측정하는 데 사용된다.
두 개의 미사용 상대식 승강장이 있으며, 한 개는 완행 선로 옆에 있다. 섬식과 상대식의 조합은 IRT 렉싱턴 애비뉴선의 브루클린 브리지-시청역과 14번가-유니온 스퀘어역에서도 사용되었다.:8 원래 의도한 대로 섬식 승강장은 완행열차와 급행열차 사이를 쉽게 이동할 수 있도록 했으며 짧은 상대식 승강장은 완행열차에서 거리까지 쉽게 접근할 수 있도록 했다. 지하철이 처음 개통되었을 때는 열차의 양쪽 문을 동시에 여는 것이 가능했다. 이것은 더 현대적인 열차에서는 실용적이지 않기 때문에 섬식 승강장을 향한 문만 사용하고(완행열차와 급행열차 사이의 환승을 허용하기 위해) 상대식 승강장은 버려졌다. 사용하지 않는 상대식 승강장은 수납 공간과 사무실로 탈바꿈했다.  현재 벽으로 둘러싸인 서쪽 승강장의 새 창을 통해 스위칭 시스템 패널을 볼 수 있다.

### 디자인
원래의 IRT의 일부로 건설된 다른 역들과 마찬가지로, 이 역은 개착식으로 건설되었다.:237 터널은 유틸리티 파이프와 전선을 포함하는 "U"자 모양의 홈으로 덮여 있다. 이 수조의 바닥에는 두께 4 인치 (100 mm) 이상의 콘크리트 기초가 있다.:9 각 승강장은 3-인치  두께 (7.6 cm)의 콘크리트 슬래브로 구성되며, 그 아래에 배수 유역이 있다. 원래의 승강장에는 15 피트 (4.6 m) 간격으로 원형 주철 도리아식 기둥이 있고, 플랫폼 확장에는 I-빔 기둥이 있다. 선로 사이의 추가 기둥은 5 피트 (1.5 m) 간격으로 잭 아치 콘크리트 역 지붕을 지지한다.:4:9 홈통벽과 승강장벽 사이에는 1-인치 (25 mm)의 간격이 있으며, 타일 마감으로 덮인 4-인치 (100 mm) 두께의 벽돌로 만들어졌다.:9
장식은 붉은 타일판, 분홍색 타일띠, 담황색 처마 돌림띠, 담황색 명판으로 구성되어 있다.:38 원래의 모든 IRT 역의 모자이크 타일은 각 역의 설치를 하청한 아메리칸 엔코스틱 타일 컴퍼니(American Encaustic Tile Company)가 제조하였다.:31 장식 작업은 타일 계약자인 알프레드 부트 컴퍼니(Alfred Boote Company)에서 수행했다.:38 원래역의 디자인은 연장 승강장의 디자인과 다르며 원래역의 범위가 명확하게 보인다. 남쪽 끝에서는 벽과 천장의 차이를 볼 수 있다.

### 선로 구조
96번가 북쪽에는 상·하행 선로, 급행 선로 사이에 분기기가 있다. 급행 선로는 서104번가 아래로 내려와 동쪽으로 꺾은 후 서110번가에서 IRT 레녹스 애비뉴선으로 가는 중에 센트럴 파크 아래로 북동쪽으로 이어진다. 완행 선로는 브롱크스 리버데일의 상층부에 남아 있다. 급행 선로가 분기된 후, 현재 사용되지 않는 중앙 선로는 대략 100번가에서 시작된다.
1907년 96번가 개조의 증거가 남아 있다. 프로젝트의 일환으로, 하나의 추가 선로가 브로드웨이의 동쪽을 따라 96번가에서 북행 완행 선로에서 분기하여 100번가에서 레녹스 선로로 연결되면서 저층으로 내려가는 것이었다. 이 후 새로운 북행 선로는 상층으로 올라가 102번가의 북행 완행 선로와 병합된다. 100번가에서는, 측선으로 다른 선로와 연결된다. 브로드웨이 서쪽을 따라 96번가에서 101번가로 이어지는 두 개의 선로가 추가로 건설된다. 이 두 개의 선로 중 첫 번째 선로는 남행 완행 선로에서 분기하여 평행으로 이어진 후 101번가에서 해당 선로로 다시 병합된다. 이 두 선로 중 두 번째 선로는 브로드웨이 서쪽에 있는 첫 번째 추가 선로에서 갈라져 평행으로 98번가까지 같은 경사로 이어진다. 여기서 선로늠 하층으로 내려감다. 101번가에서 선로는 커브를 그리며 레녹스 애비뉴선의 남행 선로와 연결된다. 이 프로젝트의 완료된 부분에는 세 번째 북행 선로와 연결 지점의 하층 레녹스 지선으로 가는 세 번째 선로에 대한 조항이 포함된다.

### 출구
역에는 두 가지의 출구가 있다. 전체 길이의 대합실을 가진 더 최근의 역들과는 달리, 이 출구 지점들은 연결되어 있지 않다. 이 출구들은 승강장 끝에서만 도달할 수 있다.

#### 현행 출구

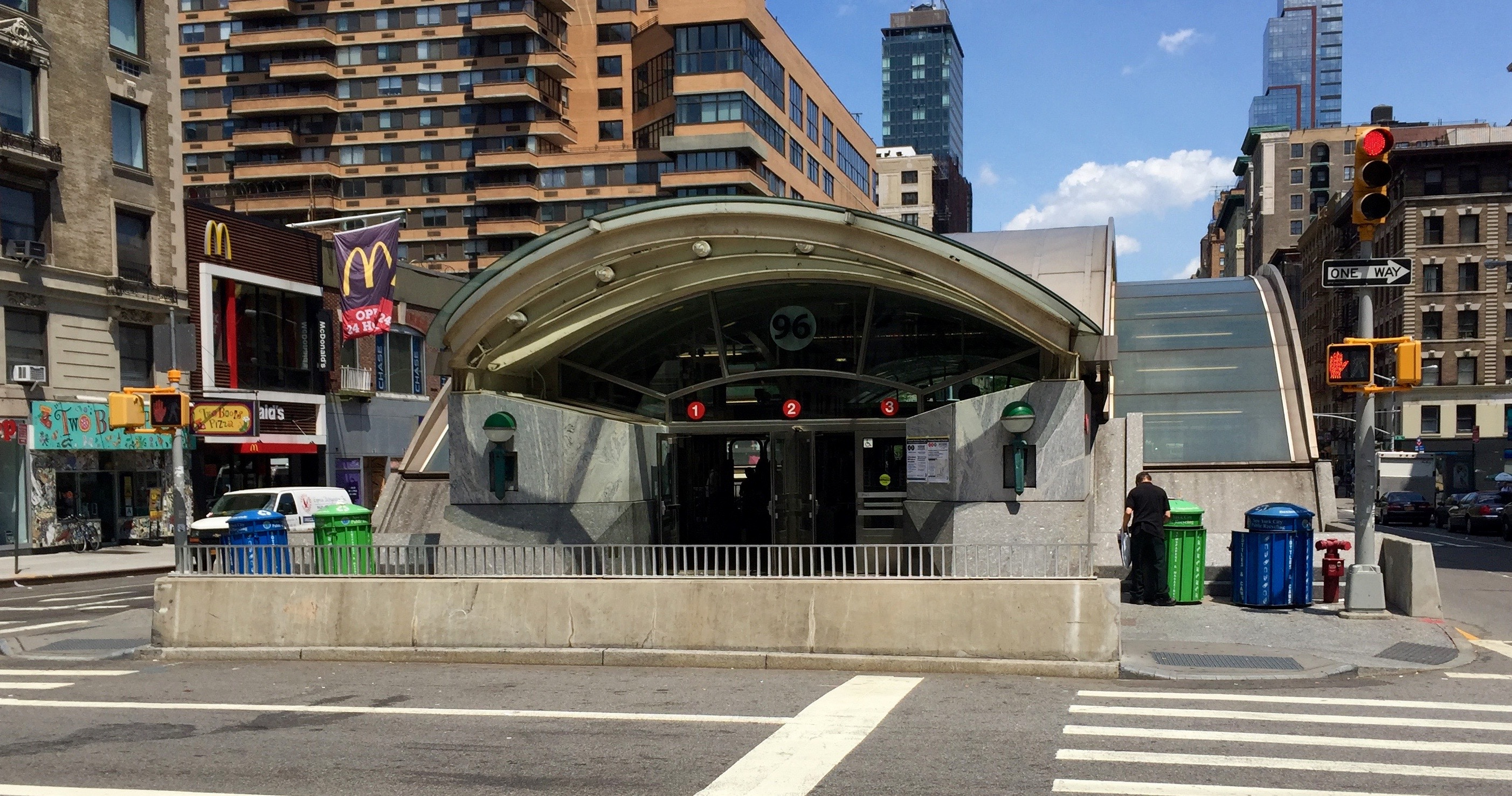
완공된 신역사

ADA-접근 가능한 주요 출구는 95번가와 96번가 사이에 있는 브로드웨이 중앙의 돔형 유리형 출구를 통과한다. 이 출구는 2007년 착공해 2010년 4월 5일 개장했다. 출구는 본관의 95번가와 96번가 양쪽에 있다. 이 출구는 뉴욕 지하철역에서는 이례적으로 출구 역명판이 유리 위에 흰색 글자로 단순히 "96"이라고 표시되고, IRT 브로드웨이-7번로선의 운행 계통인 "1", "2", "3"이란 숫자가 있는 빨간 원형 표시가 있다. 96번가 쪽에는 요금소가 있다.
94번가와 브로드웨이의 남동쪽과 남서쪽 모서리에 각각 2개의 계단이 있다.  역의 이 끝에서 운임 구역 내에 횡단로가 있다.

#### 기존 출구
96번가와 브로드웨이의 남동쪽과 남서쪽 모퉁이에 각각 두 개의 계단이 있었다. 운임 구역은 승강장층(미사용 상대식 승강장)에 있었지만, 운임 지역에 진입할 때 역의 끝에는 무료 횡단로가 있었다. 2010년 4월 5일 사옥이 문을 열었을 때 계단은 폐쇄되었지만, 운임 구역 안에 원래 횡단로 일부가 여전히 존재한다.
1904년 개장한 브로드웨이 중앙에는 통제실이 있었다. 이 통제실은 원래의 IRT 몇몇 역들 중 하나로 지어졌고, 비슷한 역들이 볼링 그린역과 72번가역, 10번가역, 116번가역에 지어졌다.:46 옛 통제실은 폐쇄되고 철거되었다.

## 대중문화
96번가역은 1979년 컬트 영화 《워리어》의 추격 장면에 있었던 장소이다. 그러나 이 장면은 실제로는 브루클린의 IND 풀턴 스트리트선에 있는 호이트-셔머혼 스트리트역의 사용되지 않는 외부 선로에서 촬영되었다. 외부 촬영은 72번가역에서 촬영되었다.

## 주해
1. 1 2  Google Maps Street View picture of the exits in 2009.
The same intersection in 2015. The exits do not exist.